# Санта Марија ди Ликодија
Санта Марија ди Ликодија (итал. Santa Maria di Licodia) је насеље у Италији у округу Катанија, региону Сицилија.
Према процени из 2011. у насељу је живело 6810 становника. Насеље се налази на надморској висини од 455 м.

## Становништво
Према резултатима пописа становништва 2011. у општини је живело 7.322 становника.
| 1931. | 1936. | 1951. | 1961. | 1971. | 1981. | 1991. | 2001. | 2011. |
| ----- | ----- | ----- | ----- | ----- | ----- | ----- | ----- | ----- |
| 5.277 | 5.179 | 5.615 | 6.484 | 6.217 | 6.458 | 7.096 | 6.760 | 7.322 |

## Партнерски градови
- Lőrinci